# گری توبیان
گری توبیان (انگلیسی: Gary Tobian؛ زادهٔ ۱۴ آگوست ۱۹۳۵) شیرجه‌رو اهل ایالات متحده آمریکا بود.